# KF Croatia Varnamo
KF Croatia (Kroatiska Föreningen Croatia) iz Värnama je hrvatski iseljenički nogometni klub iz Švedske.
Pod nadležnošću je smålandskog nogometnog saveza.
Klupsko je sjedište na adresi Birger Jarlsgatan 43, 33140 Värnamo.